# Ana của Tây Ban Nha
Ana của Tây Ban Nha, hay Ana của Áo (tiếng Tây Ban Nha: Ana María Mauricia de Austria y Austria-Estiria hay Ana de España; tiếng Đức: Anna von Österreich; tiếng Bồ Đào Nha: Ana da Áustria hay Ana da Espanha tiếng Pháp: Ana d'Autriche; tiếng Anh: Ana of Austria; 22 tháng 9 năm 1601 - 20 tháng 1 năm 1666), là Vương hậu của Vương quốc Pháp và Navarra với tư cách là hôn phối của Quốc vương Louis XIII của Pháp. Bà là mẹ của Quốc vương kế vị, Louis XIV của Pháp nổi tiếng trong lịch sử và đã thực hiện nhiếp chính với tư cách Thái hậu khi vị Quốc vương này lên ngôi lúc mới 4 tuổi.
Trong giai đoạn bà nhiếp chính (1643 - 1651), Hồng y Mazarin phục vụ triều đình Pháp với tư cách Thủ tướng, và có ảnh hưởng rất lớn đến bà thông qua việc tham vấn. Những ghi chép của triều đình Pháp về hoạt động của Ana chủ yếu là quan hệ hôn nhân căng thẳng giữa bà và chồng, Louis XIII; sự thân thiết của bà với người con trai Louis XIV và sự phản đối việc cháu gái bà, María Teresa của Tây Ban Nha bị con trai bà thất sủng.

## Thân thế

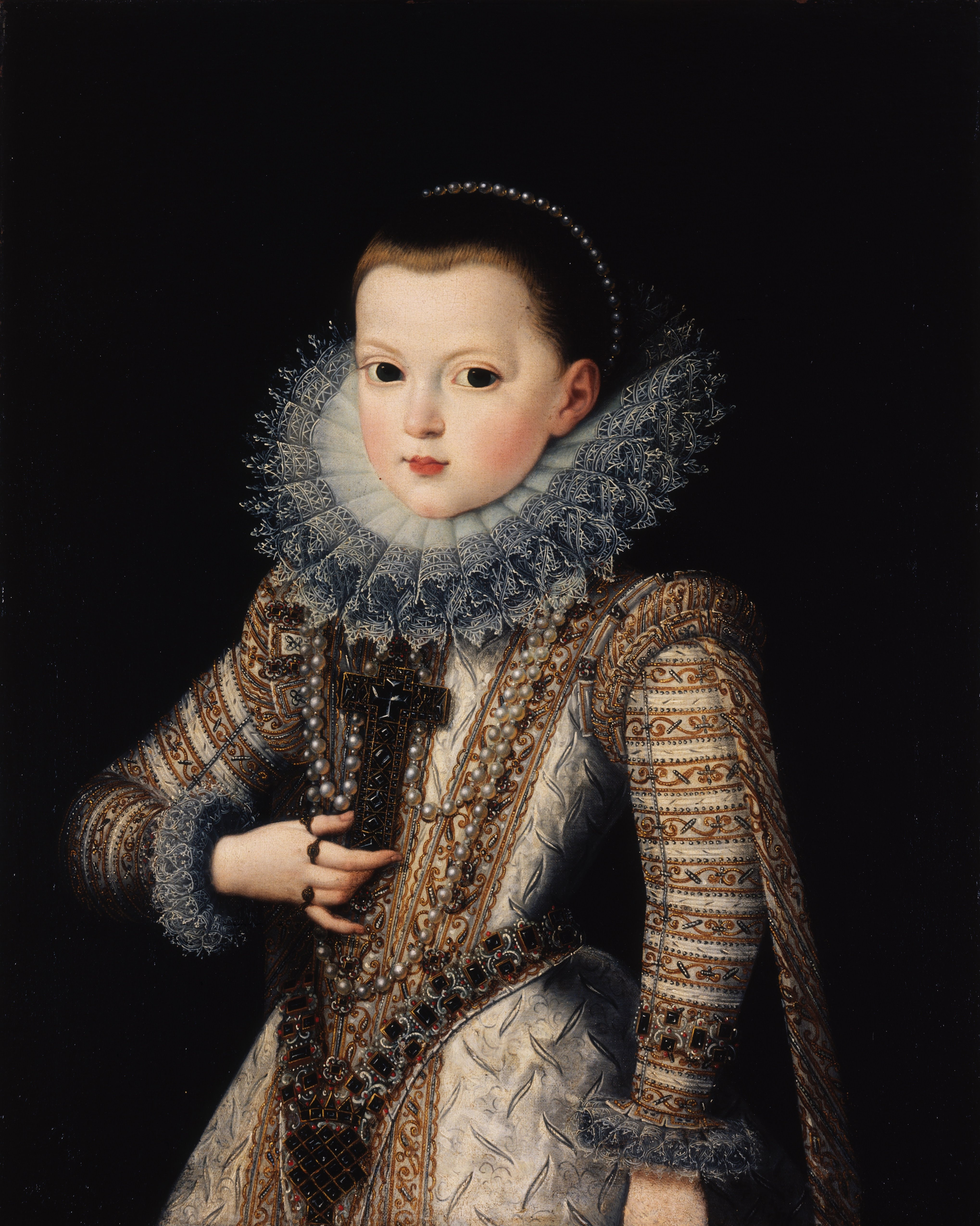
Ana khi 6 tuổi, năm 1607.

Ana, Vương hậu nước Pháp, có tên thánh là Ana María Mauricia, sinh vào ngày 22 tháng 9, năm 1601 tại Cung điện Benavente, thuộc Valladolid, Tây Ban Nha. Bà là con gái lớn của Quốc vương Felipe III của Tây Ban Nha và Vương hậu Margaret của Áo. Bà nhận danh hiệu "Vương nữ của Tây Ban Nha và Bồ Đào Nha" (Infanta of Spain and Portugal) - vì cha bà là Quốc vương của Tây Ban Nha đồng thời lẫn Bồ Đào Nha. Ngoài ra, bà còn nhận danh hiệu "Nữ Đại vương công nước Áo" (Archduchess of Austria), vì cha bà thuộc dòng họ danh giá Nhà Habsburg. Dù sinh ra ở Tây Ban Nha, nhưng bà vẫn được biết đến với danh hiệu Ana của Áo vì khi đó nhà Habsburg của Áo đang cai trị Tây Ban Nha.
Thuở thiếu thời, bà lớn lên tại Royal Alcazar of Madrid. Khác với các công chúa tông thất, bà được gần gũi với cha mẹ suốt thời thơ ấu và được truyền sự mộ đạo từ họ. Trong suốt thời gian đó, bà thường được tháp tùng cùng cha mẹ mình đến khắp các Tu viện. Năm 1611, Vương hậu Margaret qua đời khi sinh nở. Nén đau buồn, bà chăm sóc những người em của mình chu đáo, và về sau có ảnh hưởng lớn đến họ như một người mẹ.

## Cuộc sống ở Pháp

### Kết hôn
Ana được hứa hôn năm 11 tuổi với Quốc vương Louis XIII của Pháp. Cha bà Philip III đã chuẩn bị của hồi môn cho bà trị giá tới 500,000 đồng crowns và nhiều đồ trang sức quý giá khác. Vì lường trước việc Louis XIII của Pháp có thể qua đời bất cứ lúc nào, triều đình Tây Ban Nha sẵn sàng đón Ana trở lại Tây Ban Nha với của hồi môn và trang sức sau khi Louis XIII qua đời. Trước lúc kết hôn, Ana từ bỏ hết các quyền thừa kế cá nhân và của những đứa con giữa bà và Louis, và điều khoản quy định phục hồi lại cho bà nếu bà trở thành góa phụ không con cái. Vào ngày 24 tháng 11 năm 1615, Ana và Louis đã kết hôn qua sự ủy thác tại Burgos, cùng lúc đó diễn ra lễ kết hôn tương tự tại Bordeaux của em gái Louis, Elizabeth của Pháp, cùng với em trai của Ana, Felipe IV của Tây Ban Nha. Ana và Elizabeth được trao qua hôn nhân tại đảo Pheasants, ở giữa Hendaye và Hondarribia. Bà nổi tiếng vì có nhan sắc, và cũng nổi bật về khả năng cưỡi ngựa của mình. Trong những người hâm mộ bà, có cả George Villiers, Công tước Buckingham thứ nhất.
Ana và Louis khi đó đều 14 tuổi, cùng chịu sức ép giao phòng để sinh ra người nối dõi, chặn đứt nguy cơ hủy hôn, thế nhưng Louis đã lờ bà mà không đoái hoài gì đến. Mẹ của Louis, Maria de' Medici, vẫn giữ vai trò tối cao của một Thái hậu và không hề tỏ ra tôn trọng vị thế Vương hậu của Ana. Vương hậu mới gần như bị cô lập về mọi mặt, cùng với những thị nữ đều xuất thân từ Tây Ban Nha, bà tiếp tục sống theo những nghi lễ của triều đình cũ mà không thể học hỏi, cải thiện tiếng Pháp cũng như lối sống mới tại đây.

### Biến cố

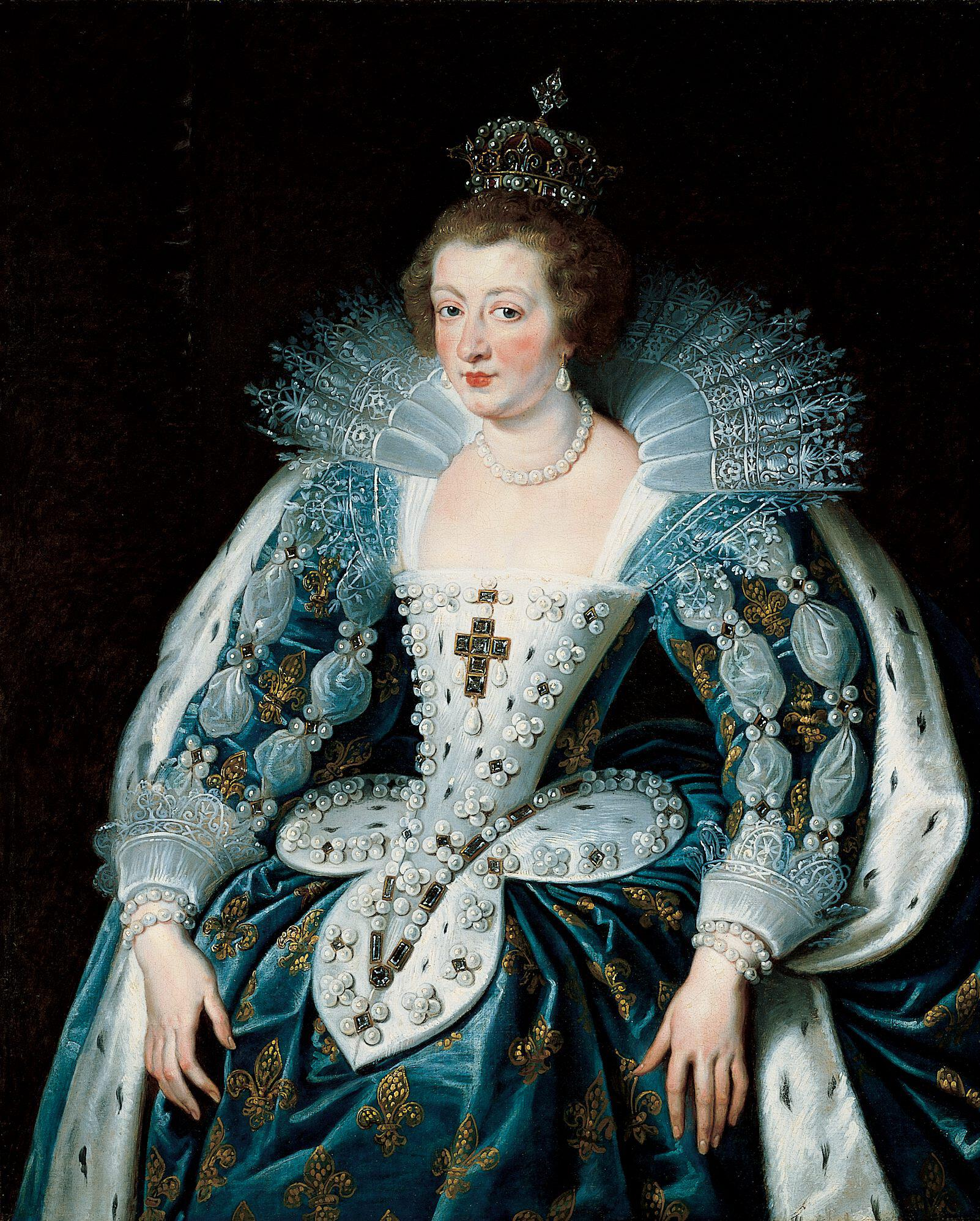
Vương hậu Ana mặc trang phục đăng quang, vẽ bởi Peter Paul Rubens

Năm 1617, vị Quốc vương Louis âm mưu cùng người tâm phúc là Charles d'Albert, Công tước Luynes, để lật đổ sự chuyên quyền của Thái hậu Maria de' Medici và đã giết chết tâm phúc của bà là Concino Concini vào ngày 26 tháng 4 cùng năm. Được trọng dụng và tin tưởng, Công tước Luynes cố gắng hàn gắng khoảng cách giữa Louis và Vương hậu Ana. Công tước đã thay hết các thị nữ người Tây Ban Nha, và thay vào bằng những người Pháp, đặc biệt là Công nương Conti và vợ của Công tước, Marie de Rohan. Công tước cùng các tâm phúc phu nhân mới đã cố gắng dàn xếp Louis và Ana vào những sự kiện triều đình với một bầu không khí lãng mạn và thiện cảm. Vương hậu dần hành xử đúng mực theo cách người Pháp, và vào năm 1619 Công tước Luynes đã thành công trong việc ép Louis giao phòng với Ana. Cả hai dần có thiện cảm với nhau, bằng chứng trong việc Louis gần như phát điên khi lo lắng trong một dịp Ana trở bạo bệnh.
Thế nhưng, việc sẩy thai liên tiếp của bà khiến Vua Louis gần như chán nản và trở lại lạnh nhạt. Năm 1622, ngày 14 tháng 3, trong lúc chơi đùa với các bồi giá phu nhân thì Ana trượt ngã và sẩy thai lần thứ hai. Việc này khiến Louis trở nên tức giận với Ana, và đổ lỗi cho Công tước phu nhân Luynes vì đã không khuyên bảo Vương hậu. Từ đây, Quốc vương trở nên nghiêm khắc và dè chừng mà Công tước phu nhân Luynes tác động đến Ana, và việc trở nên nghiêm trọng khi Công tước Luynes qua đời vào tháng 12 năm 1621. Khi đó, Quốc vương đang đối đầu với những người Kháng Cách, còn Vương hậu thì ra sức bảo hộ Phu nhân Marie de Rohan-Montbazon, người là trung tâm của thị phi triều đình, trong việc muốn tái hôn với Claude, Công tước xứ Chevreuse.

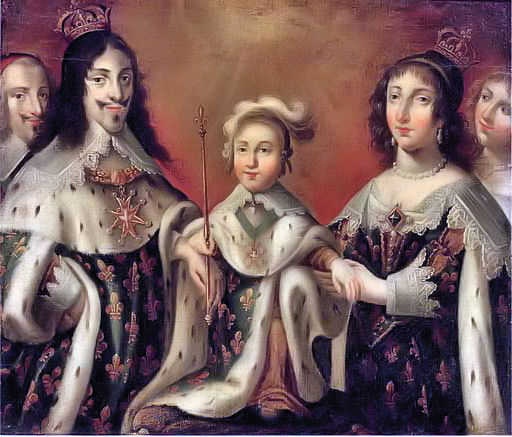
Louis XIII của Pháp, Vương hậu Ana, và con trai của họ Louis XIV của Pháp. Đến bên cạnh là Hồng y Richelieu và Công tước phu nhân Chevreuse.

Năm 1624, Quốc vương Louis XIII chuyển qua dùng Hồng y Richelieu làm Thủ tướng, một nhà chính trị có chủ trương chống lại Nhà Habsburg đang giữ ngôi vị tại Áo và Tây Ban Nha, khiến Pháp rơi vào thế gọng kềm. Do đó, Richelieu có quan hệ căng thẳng với Vương hậu Ana, người sau nhiều năm vẫn không có con và càng bị mất tín nhiệm với Quốc vương Louis XIII, khi vị quân vương này ngày càng ủy quyền vào Richelieu cho đến khi ông ta qua đời vào năm 1642. Bởi sự ảnh hưởng của tâm phúc của mình, Phu nhân Marie de Rohan, Vương hậu Ana bị cuốn vào vòng xoáy chính trị và trở thành người đối chọi chính của Richelieu trong triều đình Pháp.
Năm 1635, Vương quốc Pháp khai chiến với Tây Ban Nha, đặt vị thế của Vương hậu Ana trong tình huống tiến thoái lưỡng nan. Và vào năm 1637, Ana bị Richelieu ép phải ký vào điều khoản thỏa thuận, bắt buộc phải bị thẩm tra thư từ qua lại giữa bà và Tây Ban Nha, đặc biệt sau tin đồn đãi bà có câu kết với người em trai, Quốc vương Felipe IV của Tây Ban Nha. Phu nhân Marie de Rohan bị xử tử, và Richelieu thay các thị nữ của Ana bằng người của mình để giám sát Vương hậu.
Dù ở hoàn cảnh bất lợi, Vương hậu Ana trong tình cảnh đó lại có thai, sau một đêm ở cùng Louis XIII vì ông phải hoãn chuyến đi đến Saint-Maur vì bão. Năm 1638, ngày 5 tháng 9, Vương hậu hạ sinh một Vương tử, tức Louis XIV của Pháp. Năm 1640, bà lại sinh hạ tiếp Philippe I xứ Orléans, người sau này xác lập nên Nhà Orléans. Vương hậu Ana khi đó đã rời khỏi Cung điện Louvre đến Palais-Royal cùng 2 Vương tử của bà và tự tay chăm sóc cho 2 người con. Dự cảm mình không thể sống lâu, Louis XIII trong thời gian này cố gắng cô lập Vương hậu, ngăn không cho bà có thể trở thành nhiếp chính sau khi ông qua đời.

## Thái hậu của nước Pháp

### Nhiếp chính cho con trai

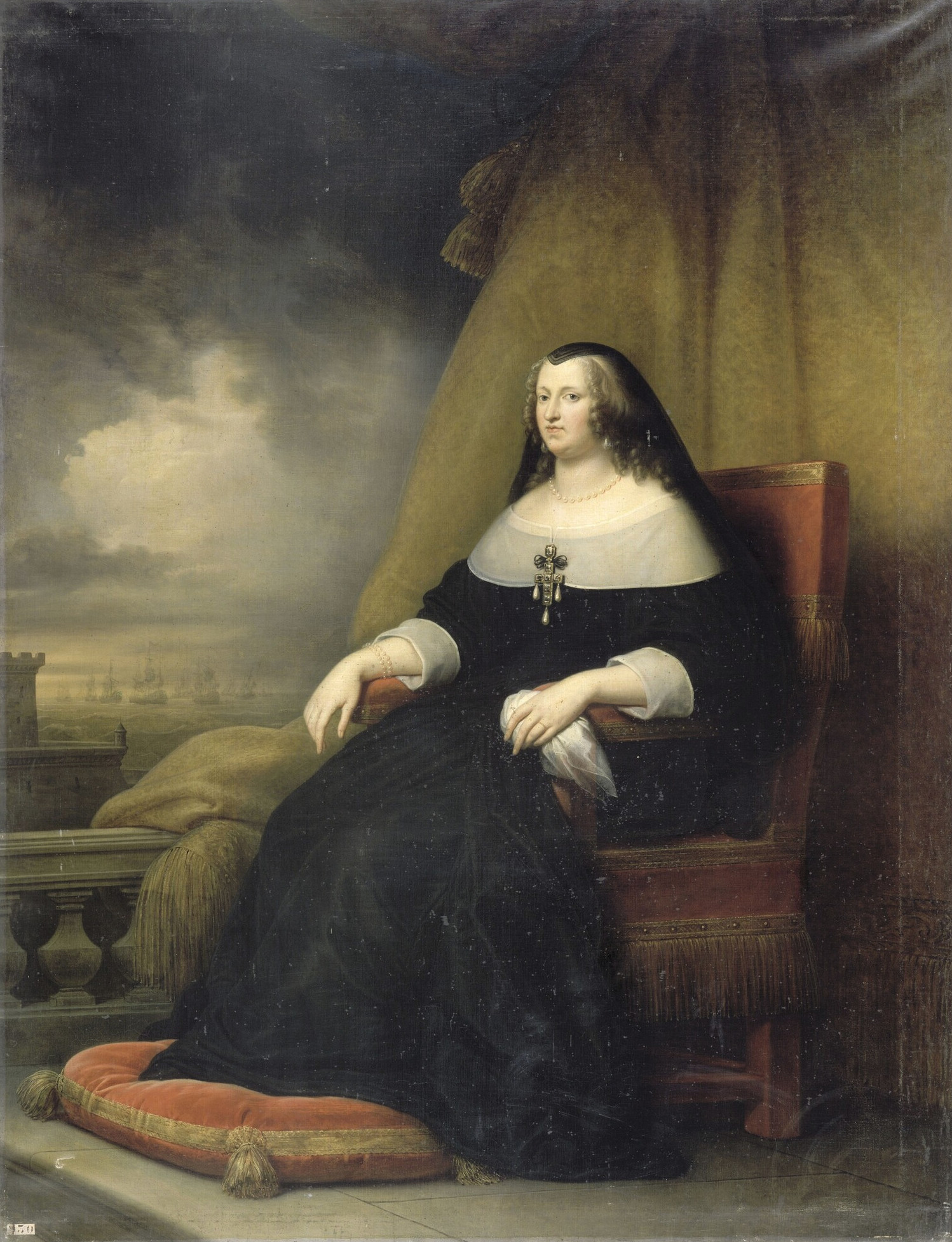
Ana của Áo khi trở thành Thái hậu, vẽ bởi Charles de Steuben, Versailles.

Năm 1643, ngày 14 tháng 5, Quốc vương nước Pháp, Louis XIII, qua đời tại Paris sau 33 năm trị vì. Trữ quân Louis, con trai của Tiên vương Louis XIII và Vương hậu Ana trở thành Tân vương, với tước hiệu Louis XIV của Pháp. Trước khi qua đời, Tiên vương Louis đã lập một Hội đồng nhiếp chính và di chúc để đảm bảo ngăn chặn việc Vương hậu Ana nắm quyền nhiếp chính. Thế nhưng, qua sự giúp đỡ của Pierre Séguier, Vương hậu được Quốc hội Paris công nhận trở thành người đứng đầu Hội đồng nhiếp chính, trở thành Thái hậu.
Tuy nhiên, Thái hậu giao hết mọi quyết định trọng đại cho Hồng y Mazarin, một người học trò của Hồng y Richelieu, và trở thành một người có ảnh hưởng lớn trong hội đồng nhiếp chính. Sau khi lãnh thụ quyền hạn, Mazarin bỏ nơi ở của mình tại Paris để chuyển vào Cung điện Palais-Royal, nơi ở của Thái hậu. Tin đồn tiếp tục dấy lên việc giữa Mazarin và Thái hậu có mối quan hệ tình cảm, vốn đã có từ rất lâu trước khi Louis XIII qua đời.
Với sự trợ giúp của Mazarin, Thái hậu chiến thắng trước cuộc nổi loạn của giới quý tộc dẫn đầu bởi Louis, Vương công Condé, được biết đến với cái tên Fronde. Năm 1651, Louis XIV đến tuổi trưởng thành, Thái hậu trao lại quyền lực cho Tân vương trên mặt pháp lý. Thế nhưng ảnh hưởng của bà vẫn còn dai dẳng thông qua vị quốc vương trẻ, cho đến khi Mazarin qua đời vào năm 1661.

### Cuối đời

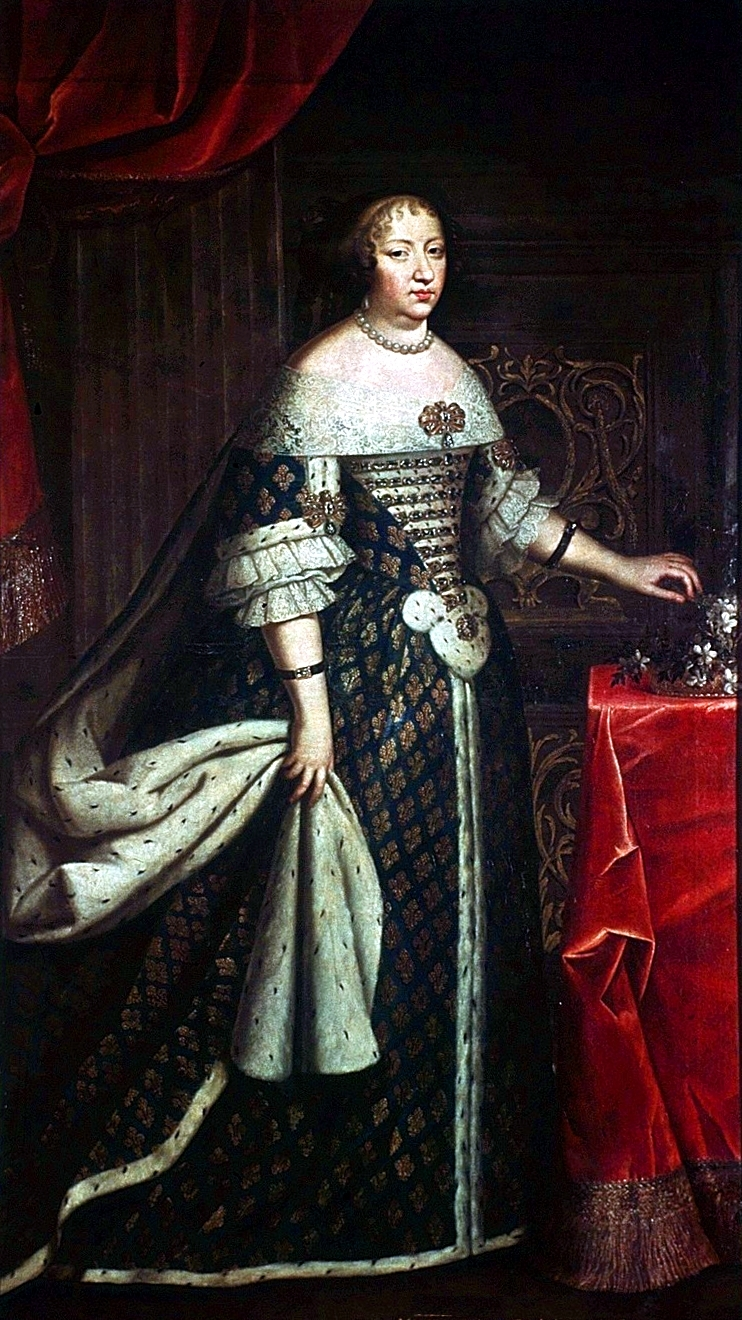
Thái hậu Ana của Pháp, Nữ Đại vương công Áo, vẽ bởi Charles Beaubrun

Năm 1659, cuộc chiến tranh giữa Pháp và Tây Ban Nha kết thúc với Hiệp ước Pyrenees. Và qua năm sau, nghị ước hòa bình được xác định thông qua cuộc hôn nhân giữa Quốc vương Louis XIV và cháu gái của Thái hậu, Vương nữ María Teresa của Tây Ban Nha.
Năm 1661, cùng năm Mazarin qua đời, một người con nối dõi được sinh ra, cháu đích tôn đầu tiên của Thái hậu Ana, Louis, Đại trữ quân của Pháp. Nhiều đứa trẻ khác cũng được sinh ra, thế nhưng đều qua đời rất sớm, trừ Louis. Nhiều năm trôi qua, Thái hậu Ana trở về Tu viện tại Val-de-Grâce, và cũng tại nơi đây bà qua đời sau một cơn ung thư vú. Thị nữ của Thái hậu, Phu nhân de Motteville đã viết lại cuộc đời của Thái hậu Ana trong cuốn sách có nhan đề Mémoires d'Ana d'Autriche. Nhiều nhìn nhận rằng bà là một người phụ nữ lỗi lạc và có tâm cơ, và về sau bà trở thành một trong những nhân vật trung tâm của tiểu thuyết Ba chàng lính ngự lâm của Alexandre Dumas.

## Danh hiệu
- 22 tháng 9 năm 1601 - 8 tháng 4 năm 1605: Her Highness The Princess of Portugal
- 8 tháng 4 năm 1605 - 24 tháng 11 năm 1615: Her Highness Infanta Ana of Portugal and Spain
- 24 tháng 11 năm 1615 - 14 tháng 5 năm 1643: Her Most Christian Majesty The Queen of France
- 14 tháng 5 năm 1643 - 20 tháng 1 năm 1666: Her Most Christian Majesty The Dowager Queen of France

## Gia phả
| \| \| \| \| \| \| \| \| \| \| \| \| \| \| \| \| \| \| \| \| 16. Juana I của Castilla (=24) [2] \| \| \| \| \| \| \| \| \| \| \| \| \| \| \| \| \| \| \| \| \| \| \| \| \| \| \| \| \| \| \| \| \| \| \| \| \| \| \| \| \| \| \| \| \| \| \| \| \| \| \| \| \| \| 8. Karl V của Thánh chế La Mã (=22) [3] \| \| \| \| \| \| \| \| \| \| \| \| \| \| \| \| \| \| \| \| \| \| \| \| \| \| \| \| \| \| \| \| \| \| \| \| \| \| \| \| \| \| \| \| \| \| \| \| \| \| \| \| \| \| 17. Philipp của Áo (=25) [2] \| \| \| \| \| \| \| \| \| \| \| \| \| \| \| \| \| \| \| \| \| \| \| \| \| \| \| \| \| \| \| \| \| \| \| \| \| \| \| \| \| \| \| \| \| \| \| \| \| \| \| \| \| \| 4. Felipe II của Tây Ban Nha [4] \| \| \| \| \| \| \| \| \| \| \| \| \| \| \| \| \| \| \| \| \| \| \| \| \| \| \| \| \| \| \| \| \| \| \| \| \| \| \| \| \| \| \| \| \| \| \| \| \| \| \| \| \| \| 18. Manuel I của Bồ Đào Nha [5] \| \| \| \| \| \| \| \| \| \| \| \| \| \| \| \| \| \| \| \| \| \| \| \| \| \| \| \| \| \| \| \| \| \| \| \| \| \| \| \| \| \| \| \| \| \| \| \| \| \| \| \| \| \| 9. Isabel của Bồ Đào Nha (=23) [3] \| \| \| \| \| \| \| \| \| \| \| \| \| \| \| \| \| \| \| \| \| \| \| \| \| \| \| \| \| \| \| \| \| \| \| \| \| \| \| \| \| \| \| \| \| \| \| \| \| \| \| \| \| \| 19. María của Aragón và Castilla [5] \| \| \| \| \| \| \| \| \| \| \| \| \| \| \| \| \| \| \| \| \| \| \| \| \| \| \| \| \| \| \| \| \| \| \| \| \| \| \| \| \| \| \| \| \| \| \| \| \| \| \| \| \| \| 2. Felipe III của Tây Ban Nha \| \| \| \| \| \| \| \| \| \| \| \| \| \| \| \| \| \| \| \| \| \| \| \| \| \| \| \| \| \| \| \| \| \| \| \| \| \| \| \| \| \| \| \| \| \| \| \| \| \| \| \| \| \| 20. Ferdinand I của Thánh chế La Mã (=12, 30) [6] \| \| \| \| \| \| \| \| \| \| \| \| \| \| \| \| \| \| \| \| \| \| \| \| \| \| \| \| \| \| \| \| \| \| \| \| \| \| \| \| \| \| \| \| \| \| \| \| \| \| \| \| \| \| 10. Maximilian II của Thánh chế La Mã [7] \| \| \| \| \| \| \| \| \| \| \| \| \| \| \| \| \| \| \| \| \| \| \| \| \| \| \| \| \| \| \| \| \| \| \| \| \| \| \| \| \| \| \| \| \| \| \| \| \| \| \| \| \| \| 21. Anna của Bohemia và Hungary (=13, 31) [6] \| \| \| \| \| \| \| \| \| \| \| \| \| \| \| \| \| \| \| \| \| \| \| \| \| \| \| \| \| \| \| \| \| \| \| \| \| \| \| \| \| \| \| \| \| \| \| \| \| \| \| \| \| \| 5. Anna của Áo [4] (≠ 15) \| \| \| \| \| \| \| \| \| \| \| \| \| \| \| \| \| \| \| \| \| \| \| \| \| \| \| \| \| \| \| \| \| \| \| \| \| \| \| \| \| \| \| \| \| \| \| \| \| \| \| \| \| \| 22. Karl V của Thánh chế La Mã (=8) [8] \| \| \| \| \| \| \| \| \| \| \| \| \| \| \| \| \| \| \| \| \| \| \| \| \| \| \| \| \| \| \| \| \| \| \| \| \| \| \| \| \| \| \| \| \| \| \| \| \| \| \| \| \| \| 11. María của Tây Ban Nha [7] \| \| \| \| \| \| \| \| \| \| \| \| \| \| \| \| \| \| \| \| \| \| \| \| \| \| \| \| \| \| \| \| \| \| \| \| \| \| \| \| \| \| \| \| \| \| \| \| \| \| \| \| \| \| 23. Isabel của Bồ Đào Nha (=9) [8] \| \| \| \| \| \| \| \| \| \| \| \| \| \| \| \| \| \| \| \| \| \| \| \| \| \| \| \| \| \| \| \| \| \| \| \| \| \| \| \| \| \| \| \| \| \| \| \| \| \| \| \| \| \| 1. Ana của Tây Ban Nha \| \| \| \| \| \| \| \| \| \| \| \| \| \| \| \| \| \| \| \| \| \| \| \| \| \| \| \| \| \| \| \| \| \| \| \| \| \| \| \| \| \| \| \| \| \| \| \| \| \| \| \| \| \| 24. Juana I của Castilla (=16) [2] \| \| \| \| \| \| \| \| \| \| \| \| \| \| \| \| \| \| \| \| \| \| \| \| \| \| \| \| \| \| \| \| \| \| \| \| \| \| \| \| \| \| \| \| \| \| \| \| \| \| \| \| \| \| 12. Ferdinand I của Thánh chế La Mã (=20, 30) [9] \| \| \| \| \| \| \| \| \| \| \| \| \| \| \| \| \| \| \| \| \| \| \| \| \| \| \| \| \| \| \| \| \| \| \| \| \| \| \| \| \| \| \| \| \| \| \| \| \| \| \| \| \| \| 25. Philipp của Áo (=17) [2] \| \| \| \| \| \| \| \| \| \| \| \| \| \| \| \| \| \| \| \| \| \| \| \| \| \| \| \| \| \| \| \| \| \| \| \| \| \| \| \| \| \| \| \| \| \| \| \| \| \| \| \| \| \| 6. Karl II của Nội Áo [10] \| \| \| \| \| \| \| \| \| \| \| \| \| \| \| \| \| \| \| \| \| \| \| \| \| \| \| \| \| \| \| \| \| \| \| \| \| \| \| \| \| \| \| \| \| \| \| \| \| \| \| \| \| \| 26. Vladislav II của Bohemia và Hungary [11] \| \| \| \| \| \| \| \| \| \| \| \| \| \| \| \| \| \| \| \| \| \| \| \| \| \| \| \| \| \| \| \| \| \| \| \| \| \| \| \| \| \| \| \| \| \| \| \| \| \| \| \| \| \| 13. Anna của Bohemia và Hungary (=21, 31) [9] \| \| \| \| \| \| \| \| \| \| \| \| \| \| \| \| \| \| \| \| \| \| \| \| \| \| \| \| \| \| \| \| \| \| \| \| \| \| \| \| \| \| \| \| \| \| \| \| \| \| \| \| \| \| 27. Anne xứ Foix-Candale [11] \| \| \| \| \| \| \| \| \| \| \| \| \| \| \| \| \| \| \| \| \| \| \| \| \| \| \| \| \| \| \| \| \| \| \| \| \| \| \| \| \| \| \| \| \| \| \| \| \| \| \| \| \| \| 3. Margarete của Áo \| \| \| \| \| \| \| \| \| \| \| \| \| \| \| \| \| \| \| \| \| \| \| \| \| \| \| \| \| \| \| \| \| \| \| \| \| \| \| \| \| \| \| \| \| \| \| \| \| \| \| \| \| \| 28. Wilhelm IV xứ Bayern [12] \| \| \| \| \| \| \| \| \| \| \| \| \| \| \| \| \| \| \| \| \| \| \| \| \| \| \| \| \| \| \| \| \| \| \| \| \| \| \| \| \| \| \| \| \| \| \| \| \| \| \| \| \| \| 14. Albrecht V xứ Bayern [13] \| \| \| \| \| \| \| \| \| \| \| \| \| \| \| \| \| \| \| \| \| \| \| \| \| \| \| \| \| \| \| \| \| \| \| \| \| \| \| \| \| \| \| \| \| \| \| \| \| \| \| \| \| \| 29. Maria Jakobäa xứ Baden [12] \| \| \| \| \| \| \| \| \| \| \| \| \| \| \| \| \| \| \| \| \| \| \| \| \| \| \| \| \| \| \| \| \| \| \| \| \| \| \| \| \| \| \| \| \| \| \| \| \| \| \| \| \| \| 7. Maria Anna xứ Bayern [10] \| \| \| \| \| \| \| \| \| \| \| \| \| \| \| \| \| \| \| \| \| \| \| \| \| \| \| \| \| \| \| \| \| \| \| \| \| \| \| \| \| \| \| \| \| \| \| \| \| \| \| \| \| \| 30. Ferdinand I của Thánh chế La Mã (=12, 20) [14] \| \| \| \| \| \| \| \| \| \| \| \| \| \| \| \| \| \| \| \| \| \| \| \| \| \| \| \| \| \| \| \| \| \| \| \| \| \| \| \| \| \| \| \| \| \| \| \| \| \| \| \| \| \| 15. Anna của Áo (≠ 5) [13] \| \| \| \| \| \| \| \| \| \| \| \| \| \| \| \| \| \| \| \| \| \| \| \| \| \| \| \| \| \| \| \| \| \| \| \| \| \| \| \| \| \| \| \| \| \| \| \| \| \| \| \| \| \| 31. Anna của Bohemia và Hungary (=13, 21) [14] \| \| \| \| \| \| \| \| \| \| \| \| \| \| \| \| \| \| \| \| \| \| \| \| \| \| \| \| \| \| \| \| \| \| \| \| \| \| \| \| \| \| \| \| \| \| \| \| \| \| \| \| |                                               |  |  |  |  |  |  |  |  |  |  |  |  |  |  |  |
| |                                               |  |  |  |  |  |  |  |  |  |  |  |  |  |  |  |
| | 16. Juana I của Castilla (=24)                |  |  |  |  |  |  |  |  |  |  |  |  |  |  |  |
| |                                               |  |  |  |  |  |  |  |  |  |  |  |  |  |  |  |
| |                                               |  |  |  |  |  |  |  |  |  |  |  |  |  |  |  |
| | 8. Karl V của Thánh chế La Mã (=22)           |  |  |  |  |  |  |  |  |  |  |  |  |  |  |  |
| |                                               |  |  |  |  |  |  |  |  |  |  |  |  |  |  |  |
| |                                               |  |  |  |  |  |  |  |  |  |  |  |  |  |  |  |
| | 17. Philipp của Áo (=25)                      |  |  |  |  |  |  |  |  |  |  |  |  |  |  |  |
| |                                               |  |  |  |  |  |  |  |  |  |  |  |  |  |  |  |
| |                                               |  |  |  |  |  |  |  |  |  |  |  |  |  |  |  |
| | 4. Felipe II của Tây Ban Nha                  |  |  |  |  |  |  |  |  |  |  |  |  |  |  |  |
| |                                               |  |  |  |  |  |  |  |  |  |  |  |  |  |  |  |
| |                                               |  |  |  |  |  |  |  |  |  |  |  |  |  |  |  |
| | 18. Manuel I của Bồ Đào Nha                   |  |  |  |  |  |  |  |  |  |  |  |  |  |  |  |
| |                                               |  |  |  |  |  |  |  |  |  |  |  |  |  |  |  |
| |                                               |  |  |  |  |  |  |  |  |  |  |  |  |  |  |  |
| | 9. Isabel của Bồ Đào Nha (=23)                |  |  |  |  |  |  |  |  |  |  |  |  |  |  |  |
| |                                               |  |  |  |  |  |  |  |  |  |  |  |  |  |  |  |
| |                                               |  |  |  |  |  |  |  |  |  |  |  |  |  |  |  |
| | 19. María của Aragón và Castilla              |  |  |  |  |  |  |  |  |  |  |  |  |  |  |  |
| |                                               |  |  |  |  |  |  |  |  |  |  |  |  |  |  |  |
| |                                               |  |  |  |  |  |  |  |  |  |  |  |  |  |  |  |
| | 2. Felipe III của Tây Ban Nha                 |  |  |  |  |  |  |  |  |  |  |  |  |  |  |  |
| |                                               |  |  |  |  |  |  |  |  |  |  |  |  |  |  |  |
| |                                               |  |  |  |  |  |  |  |  |  |  |  |  |  |  |  |
| | 20. Ferdinand I của Thánh chế La Mã (=12, 30) |  |  |  |  |  |  |  |  |  |  |  |  |  |  |  |
| |                                               |  |  |  |  |  |  |  |  |  |  |  |  |  |  |  |
| |                                               |  |  |  |  |  |  |  |  |  |  |  |  |  |  |  |
| | 10. Maximilian II của Thánh chế La Mã         |  |  |  |  |  |  |  |  |  |  |  |  |  |  |  |
| |                                               |  |  |  |  |  |  |  |  |  |  |  |  |  |  |  |
| |                                               |  |  |  |  |  |  |  |  |  |  |  |  |  |  |  |
| | 21. Anna của Bohemia và Hungary (=13, 31)     |  |  |  |  |  |  |  |  |  |  |  |  |  |  |  |
| |                                               |  |  |  |  |  |  |  |  |  |  |  |  |  |  |  |
| |                                               |  |  |  |  |  |  |  |  |  |  |  |  |  |  |  |
| | 5. Anna của Áo (≠ 15)                         |  |  |  |  |  |  |  |  |  |  |  |  |  |  |  |
| |                                               |  |  |  |  |  |  |  |  |  |  |  |  |  |  |  |
| |                                               |  |  |  |  |  |  |  |  |  |  |  |  |  |  |  |
| | 22. Karl V của Thánh chế La Mã (=8)           |  |  |  |  |  |  |  |  |  |  |  |  |  |  |  |
| |                                               |  |  |  |  |  |  |  |  |  |  |  |  |  |  |  |
| |                                               |  |  |  |  |  |  |  |  |  |  |  |  |  |  |  |
| | 11. María của Tây Ban Nha                     |  |  |  |  |  |  |  |  |  |  |  |  |  |  |  |
| |                                               |  |  |  |  |  |  |  |  |  |  |  |  |  |  |  |
| |                                               |  |  |  |  |  |  |  |  |  |  |  |  |  |  |  |
| | 23. Isabel của Bồ Đào Nha (=9)                |  |  |  |  |  |  |  |  |  |  |  |  |  |  |  |
| |                                               |  |  |  |  |  |  |  |  |  |  |  |  |  |  |  |
| |                                               |  |  |  |  |  |  |  |  |  |  |  |  |  |  |  |
| | 1. Ana của Tây Ban Nha                        |  |  |  |  |  |  |  |  |  |  |  |  |  |  |  |
| |                                               |  |  |  |  |  |  |  |  |  |  |  |  |  |  |  |
| |                                               |  |  |  |  |  |  |  |  |  |  |  |  |  |  |  |
| | 24. Juana I của Castilla (=16)                |  |  |  |  |  |  |  |  |  |  |  |  |  |  |  |
| |                                               |  |  |  |  |  |  |  |  |  |  |  |  |  |  |  |
| |                                               |  |  |  |  |  |  |  |  |  |  |  |  |  |  |  |
| | 12. Ferdinand I của Thánh chế La Mã (=20, 30) |  |  |  |  |  |  |  |  |  |  |  |  |  |  |  |
| |                                               |  |  |  |  |  |  |  |  |  |  |  |  |  |  |  |
| |                                               |  |  |  |  |  |  |  |  |  |  |  |  |  |  |  |
| | 25. Philipp của Áo (=17)                      |  |  |  |  |  |  |  |  |  |  |  |  |  |  |  |
| |                                               |  |  |  |  |  |  |  |  |  |  |  |  |  |  |  |
| |                                               |  |  |  |  |  |  |  |  |  |  |  |  |  |  |  |
| | 6. Karl II của Nội Áo                         |  |  |  |  |  |  |  |  |  |  |  |  |  |  |  |
| |                                               |  |  |  |  |  |  |  |  |  |  |  |  |  |  |  |
| |                                               |  |  |  |  |  |  |  |  |  |  |  |  |  |  |  |
| | 26. Vladislav II của Bohemia và Hungary       |  |  |  |  |  |  |  |  |  |  |  |  |  |  |  |
| |                                               |  |  |  |  |  |  |  |  |  |  |  |  |  |  |  |
| |                                               |  |  |  |  |  |  |  |  |  |  |  |  |  |  |  |
| | 13. Anna của Bohemia và Hungary (=21, 31)     |  |  |  |  |  |  |  |  |  |  |  |  |  |  |  |
| |                                               |  |  |  |  |  |  |  |  |  |  |  |  |  |  |  |
| |                                               |  |  |  |  |  |  |  |  |  |  |  |  |  |  |  |
| | 27. Anne xứ Foix-Candale                      |  |  |  |  |  |  |  |  |  |  |  |  |  |  |  |
| |                                               |  |  |  |  |  |  |  |  |  |  |  |  |  |  |  |
| |                                               |  |  |  |  |  |  |  |  |  |  |  |  |  |  |  |
| | 3. Margarete của Áo                           |  |  |  |  |  |  |  |  |  |  |  |  |  |  |  |
| |                                               |  |  |  |  |  |  |  |  |  |  |  |  |  |  |  |
| |                                               |  |  |  |  |  |  |  |  |  |  |  |  |  |  |  |
| | 28. Wilhelm IV xứ Bayern                      |  |  |  |  |  |  |  |  |  |  |  |  |  |  |  |
| |                                               |  |  |  |  |  |  |  |  |  |  |  |  |  |  |  |
| |                                               |  |  |  |  |  |  |  |  |  |  |  |  |  |  |  |
| | 14. Albrecht V xứ Bayern                      |  |  |  |  |  |  |  |  |  |  |  |  |  |  |  |
| |                                               |  |  |  |  |  |  |  |  |  |  |  |  |  |  |  |
| |                                               |  |  |  |  |  |  |  |  |  |  |  |  |  |  |  |
| | 29. Maria Jakobäa xứ Baden                    |  |  |  |  |  |  |  |  |  |  |  |  |  |  |  |
| |                                               |  |  |  |  |  |  |  |  |  |  |  |  |  |  |  |
| |                                               |  |  |  |  |  |  |  |  |  |  |  |  |  |  |  |
| | 7. Maria Anna xứ Bayern                       |  |  |  |  |  |  |  |  |  |  |  |  |  |  |  |
| |                                               |  |  |  |  |  |  |  |  |  |  |  |  |  |  |  |
| |                                               |  |  |  |  |  |  |  |  |  |  |  |  |  |  |  |
| | 30. Ferdinand I của Thánh chế La Mã (=12, 20) |  |  |  |  |  |  |  |  |  |  |  |  |  |  |  |
| |                                               |  |  |  |  |  |  |  |  |  |  |  |  |  |  |  |
| |                                               |  |  |  |  |  |  |  |  |  |  |  |  |  |  |  |
| | 15. Anna của Áo (≠ 5)                         |  |  |  |  |  |  |  |  |  |  |  |  |  |  |  |
| |                                               |  |  |  |  |  |  |  |  |  |  |  |  |  |  |  |
| |                                               |  |  |  |  |  |  |  |  |  |  |  |  |  |  |  |
| | 31. Anna của Bohemia và Hungary (=13, 21)     |  |  |  |  |  |  |  |  |  |  |  |  |  |  |  |
| |                                               |  |  |  |  |  |  |  |  |  |  |  |  |  |  |  |
| |                                               |  |  |  |  |  |  |  |  |  |  |  |  |  |  |  |

## Phòng tranh
- Vương hậu Ana
- Vương hậu Ana cùng các con trai, Louis và Philippe
- Ana của Áo, 1622, vẽ bởi Peter Paul Rubens
- Vương hiệu của Vương hậu nước Pháp